# Аракелян, Артак Григорьевич
Артак Григорьевич Аракелян (арм. Արտակ Գրիգորիի Արաքելյան, 28 августа 1945, с.Гандзакар Иджеванский район, Армянская ССР — 29 июля 2005, Ереван, Армения) — депутат армянского парламента.
- 1973 — окончил Армянский государственный педагогический институт им. Х. Абовяна. Учитель армянского языка и литературы.
- 1961—1979 — был рабочим, мастером, старшим мастером, начальником участка, начальником цеха Ереванского учебно-производственного предприятия N 3 Общества слепых Армении.
- 1979—1986 — директор Эчмиадзинского предприятия ОСА.
- 1980—1991 — учитель армянского языка и литературы в Ереванской вечерней средней спецшколе слепых и слабовидящих.
- 1991—2003 — начальник прессовочного участка предприятия N3 ОСА, старший диспетчер, заместитель директора, рабочий-сдельщик. Председатель общественных организаций «Армянский союз содействия инвалидам» и «Армянский союз малого предпринимательства».
- 25 мая 2003 — избран депутатом парламента. Член постоянной комиссии по социальным вопросам, по вопросам здравоохранения и охраны природы. Член партии «Оринац Еркир». Секретарь Совета инвалидов при председателе парламента.